# Кингс Беј Бејс (Џорџија)
Кингс Беј Бејс (енгл. Kings Bay Base) насељено је место без административног статуса у америчкој савезној држави Џорџија.

## Демографија
По попису из 2010. године број становника је 1.777, што је 822 (-31,6%) становника мање него 2000. године.
| Група             | 2000.         | 2010.         |
| Белци             | 1.800 (69,3%) | 1.284 (72,3%) |
| Афроамериканци    | 520 (20,0%)   | 199 (11,2%)   |
| Азијати           | 21 (0,8%)     | 23 (1,3%)     |
| Хиспаноамериканци | 208 (8,0%)    | 201 (11,3%)   |
| Укупно            | 2.599         | 1.777         |